# The Mummy's Ghost
The Mummy's Ghost is een Amerikaanse horrorfilm uit 1944, geproduceerd door Universal Pictures. De film is het vervolg op The Mummy's Tomb. Lon Chaney, Jr. vertolkt wederom de rol van de mummie.

## Verhaal
De film begint in New England, enkele jaren na The Mummy's Tomb. De mummies van zowel prinses Ananka als die van Kharis zijn inmiddels opgeslagen in kisten in de Verenigde Staten.
Yousef Bey, de laatste van een groep Egyptische priesters, komt naar Amerika om de twee mummies terug te halen. Hoewel hij Kharis al snel vindt, blijkt de kist van Ananka leeg te zijn. Dit betekent dat ze gereïncarneerd is in een nieuw lichaam. Bey ontvoert een Amerikaanse vrouw die sprekend lijkt op Ananka zodat hij denkt dat zij de reïncarnatie is. Ondertussen gebruikt hij Karis om iedereen die hem in de weg staat te vermoorden.

## Rolverdeling
| Acteur          | Personage                       |
| --------------- | ------------------------------- |
| Lon Chaney, Jr. | Kharis de mummie                |
| John Carradine  | Yousef Bey                      |
| Robert Lowery   | Tom Hervey                      |
| Ramsay Ames     | Amina Mansouri / Ananka         |
| Barton MacLane  | Inspecteur Walgreen             |
| George Zucco    | Andoheb, Hogepriester van Arkan |
| Frank Reicher   | Prof. Matthew Norman            |
| Harry Shannon   | Sheriff Elwood                  |
| Emmett Vogan    | Lijkschouwer                    |
| Lester Sharpe   | Dr. Ayad, Scripps Museum        |
| Claire Whitney  | Mevr. Ella Norman               |